# Kasha-Katuwe Tent Rocks National Monument
Kasha-Katuwe Tent Rocks National Monument ist ein kleines Naturschutzgebiet vom Typ eines National Monuments im US-Bundesstaat New Mexico. Es schützt ein Wüstental mit bizarren Erosionsformen in vulkanischem Gestein. Präsident Bill Clinton widmete es 2001 in seinen letzten Amtstagen und übertrug die Verwaltung dem Bureau of Land Management, einer Behörde unter dem Dach des US-Innenministeriums. 
Der Name Kasha Katuwe bedeutet „weiße Klippen“ in der Sprache der Pueblo-Indianer der Region. 

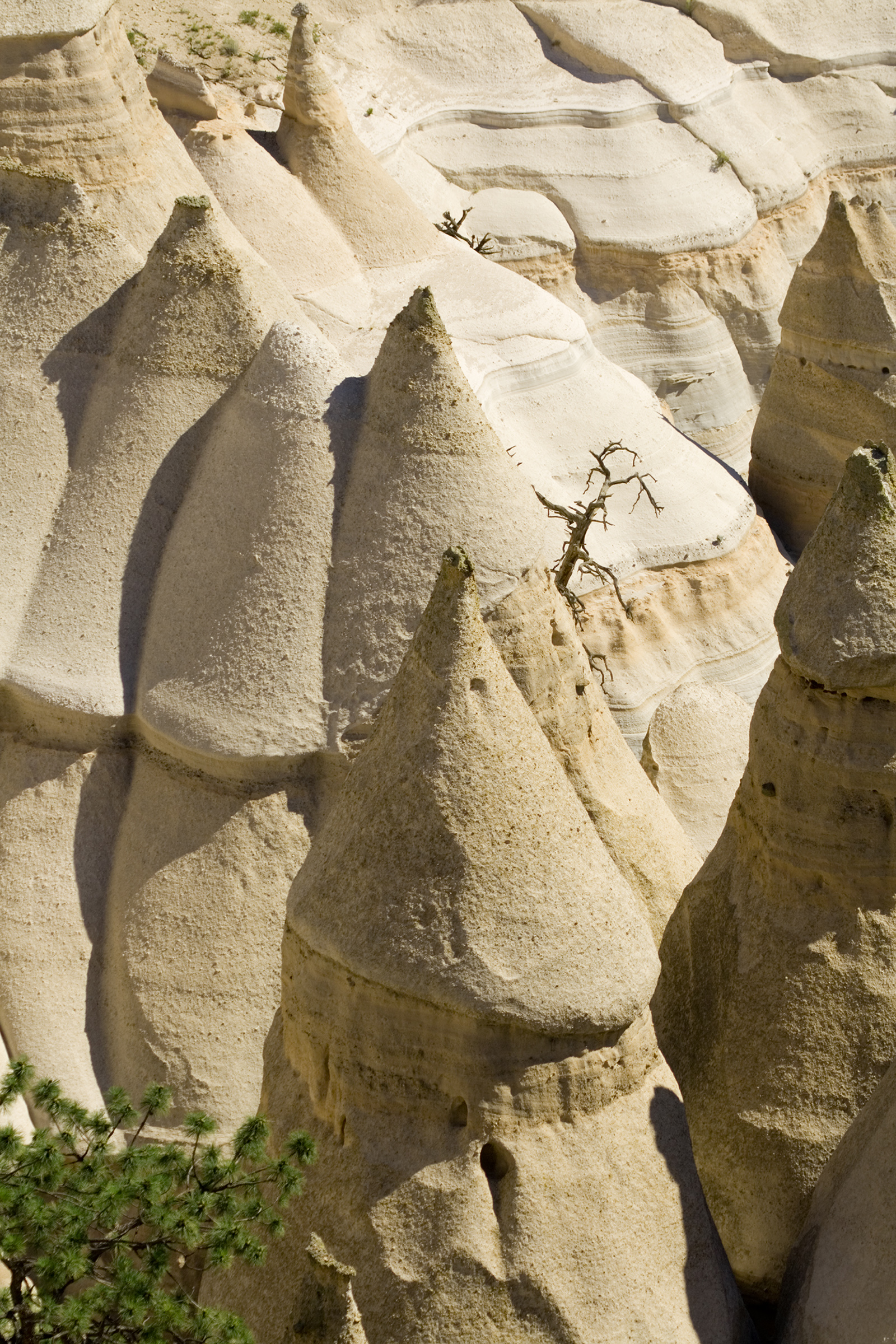
Blick auf die Zeltsteine

## Beschreibung
Das National Monument liegt auf dem Pajarito Plateau im Sandoval County im nördlichen New Mexico. Vor etwa 7–6 Millionen Jahren stießen die Vulkane des Jemez volcanic fields westlich des heutigen Schutzgebietes vulkanische Aschen aus, pyroklastische Ströme hinterließen eine mehrere hundert Meter dicke Schicht aus Bims- und Tuff-Gestein, das dort, wo es nicht von eingelagerten härteren Schichten geschützt wurde, schnell erodierte. Im Schutzgebiet liegt ein maximal 180 m tief eingeschnittenes Tal, in dessen mittlerem Teil an den Flanken zeltförmige Gesteinskegel (die tent rocks) stehen. Sie entstanden wie das Tal selbst durch Erosion des weichen Felsens. 
Vom Parkplatz aus führt ein etwa 2 km langer befestigter Rundweg durch den unteren Teil des Tales. Im hinteren Teil führt ein 1,8 km langer unbefestigter Weg durch einen Slot Canyon und steigt auf das Plateau auf, von dem man einen Blick über das Tal mit den Erosionsformen und die benachbarten Ketten der Jemez Mountains und Sangre de Cristo Mountains hat. Dieser Teil ist bei Regen auf dem Plateau gesperrt.
Im Gebiet wachsen mehrere Arten Wacholder und Kiefern, darunter Pinyon-Kiefern und Gelb-Kiefern. Das Unterholz bilden Manzanita-Büsche. An geschützteren Stellen auch Sträucher der Johannisbeeren. Die Fauna umfasst Buntfalken, Steinadler, Rotschwanzbussarde, wildes Truthuhn und verschiedene Arten Schwalben, sowie Kojoten, Wapiti, Maultierhirsch, Erdhörnchen und mehrere Eidechsenarten. 
Eine Besiedelung des Gebietes lässt sich seit etwa 4000 Jahren nachweisen, im 14. und 15. Jahrhundert errichteten Indianer der Pueblo-Kultur kleine Siedlungsbauten aus Adobe-Lehmziegeln und unbehauenen Steinen. Bereits in den 1990er Jahren wurde der Wanderweg durch das Gebiet als National Recreation Trail ausgewiesen. Das Bandelier National Monument und seine bekannte Painted Cove liegen in unmittelbarer Nachbarschaft, die Gebiete berühren sich aber nicht und es gibt auch keine direkte Verbindung durch die dazwischenliegende Bergkette.
Der Zugang zum Gebiet ist nur durch das Territorium der Cochiti-Indianer möglich, mit denen zwischen 2022 und 2024 Verhandlungen stattfanden. Seit Ende 2024 kann man das Monument nur nach Voranmeldung besuchen und benötigt eine Genehmigung der Cochiti und eine Reservierung der Bundesregierung. Die Zufahrt erfolgt vom Interstate-Highway I 25 südwestlich von Santa Fe über eine Stichstraße. 

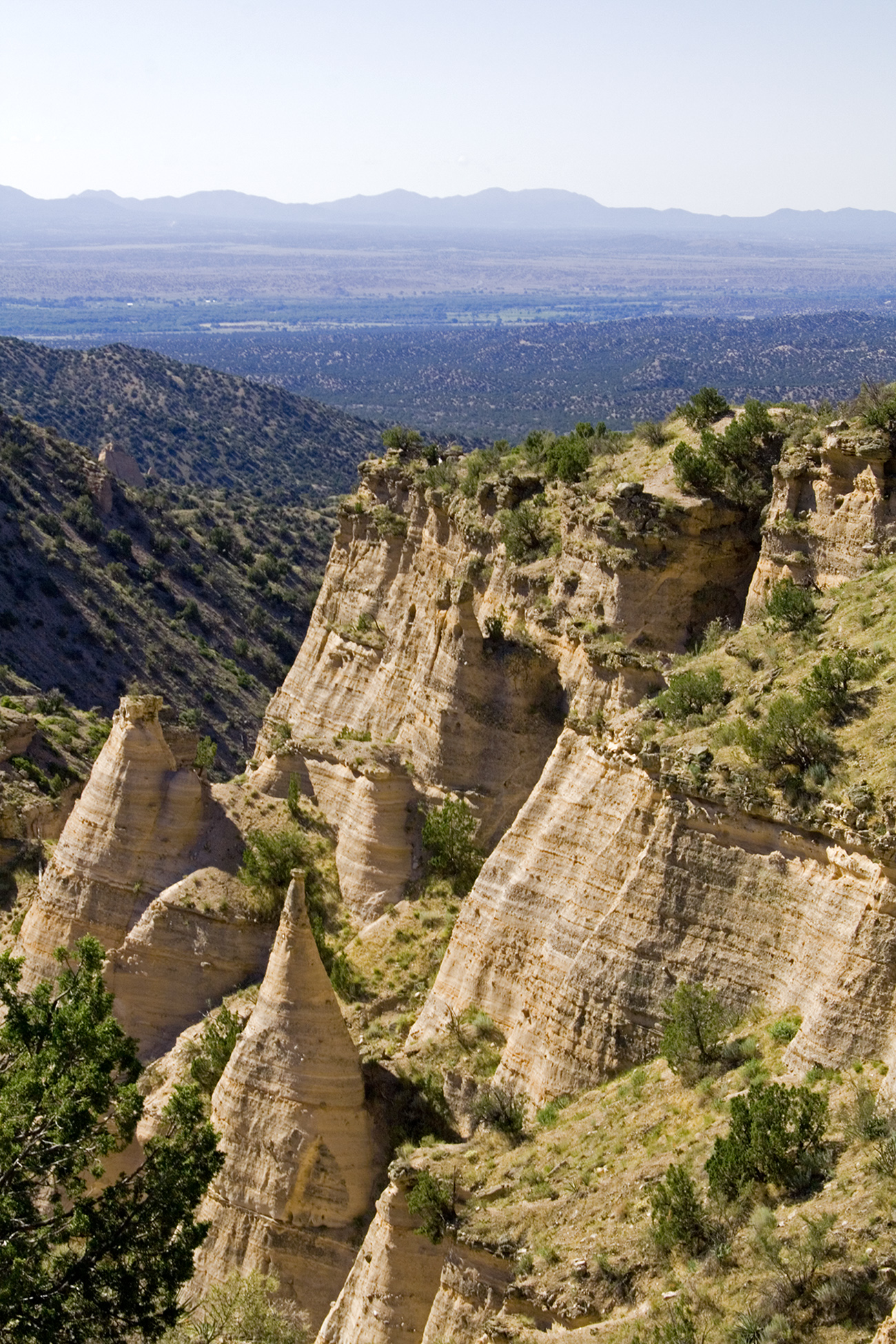
Blick aus dem Tal
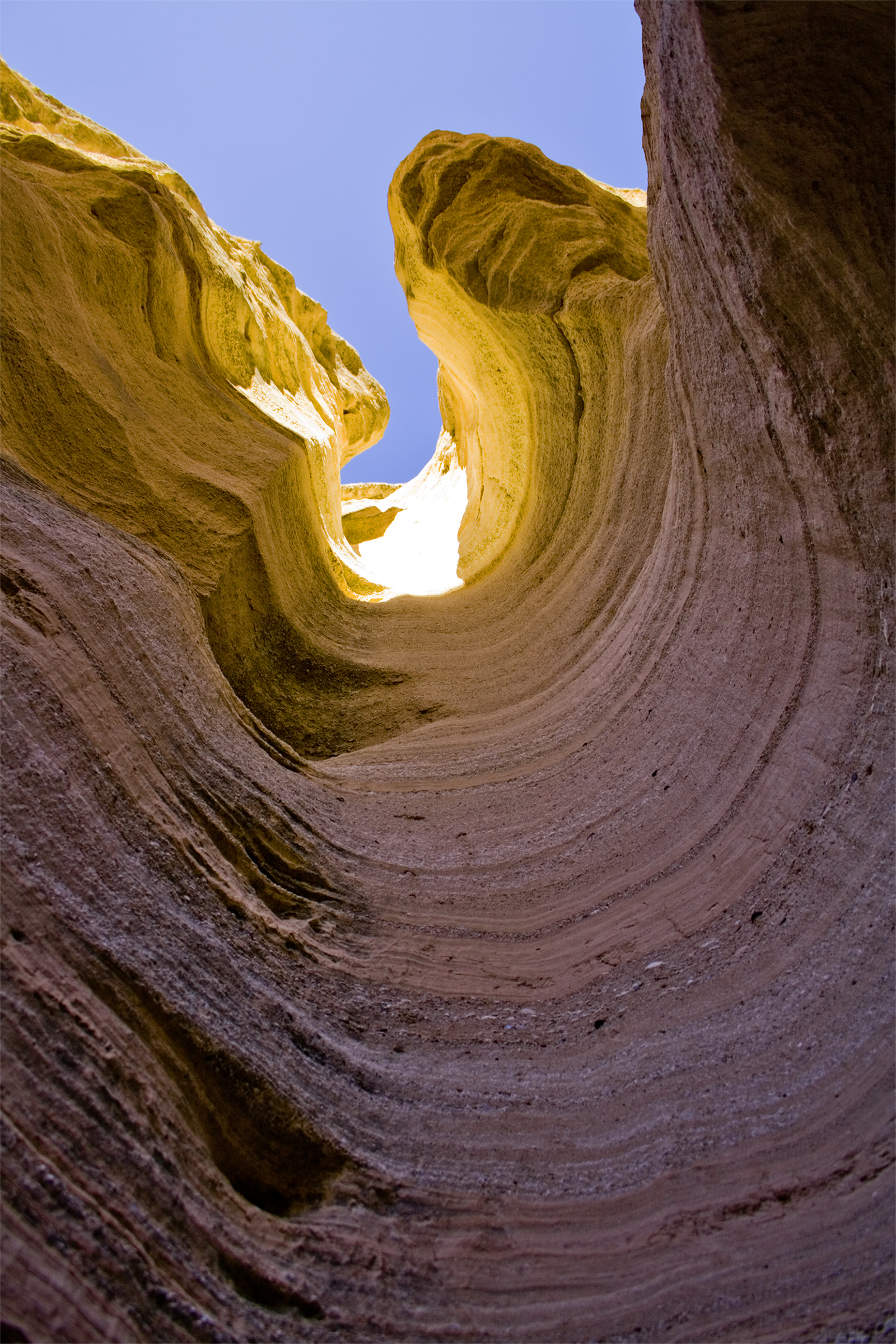
Details
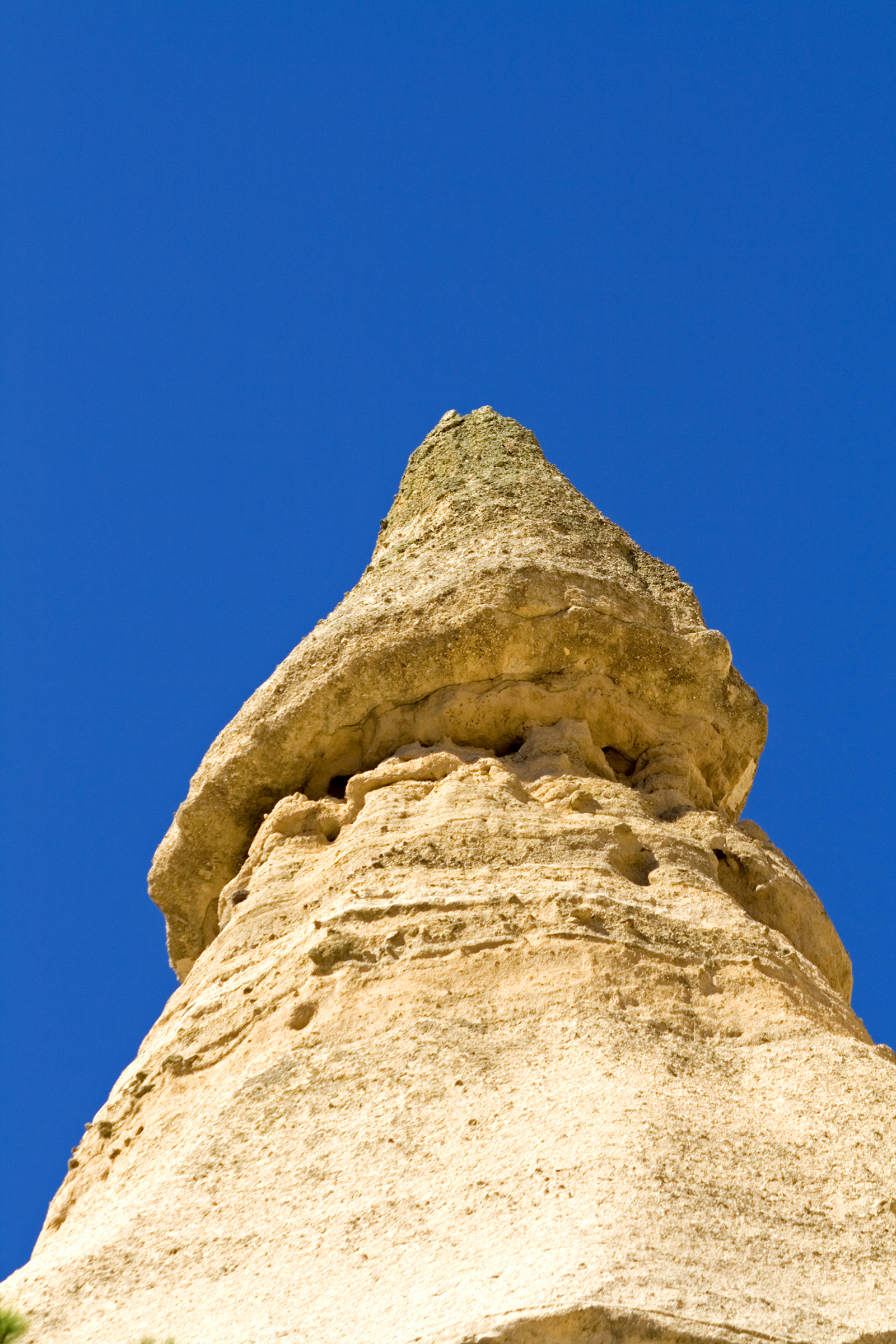
Verwitterung
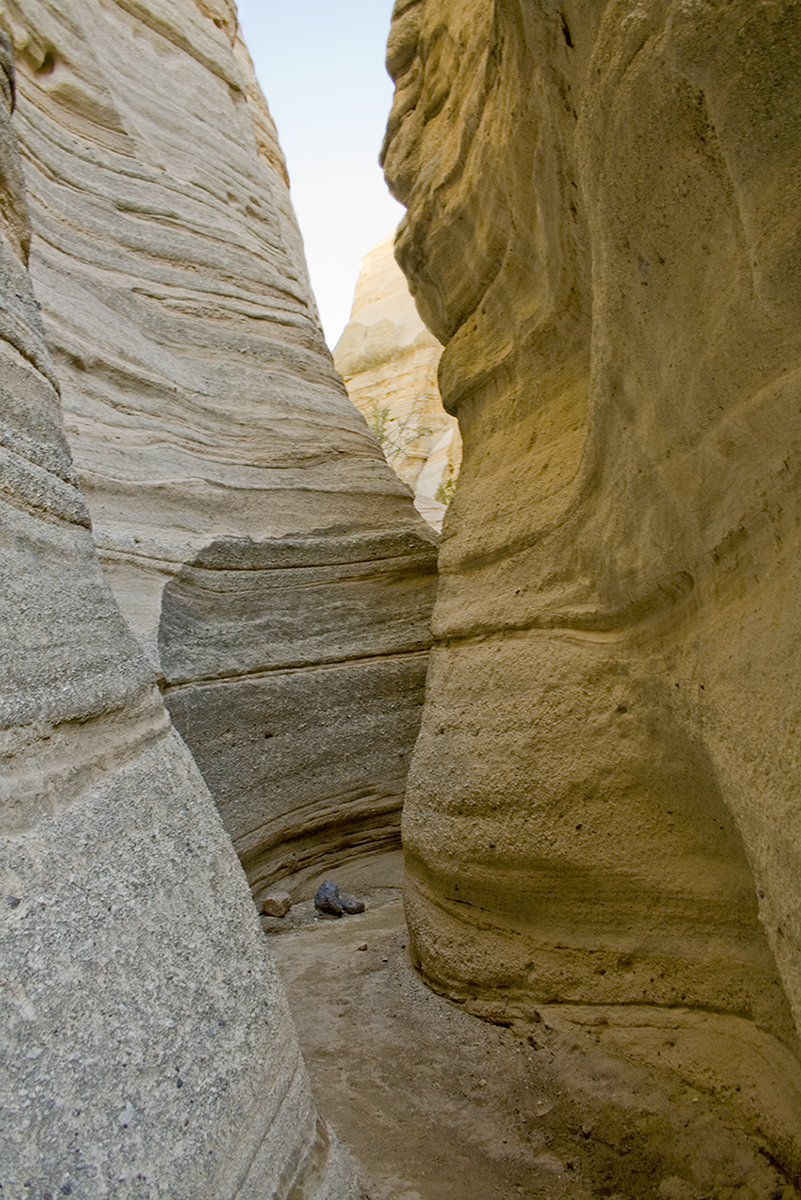
Verschlungene Pfade am Fuße des Tals
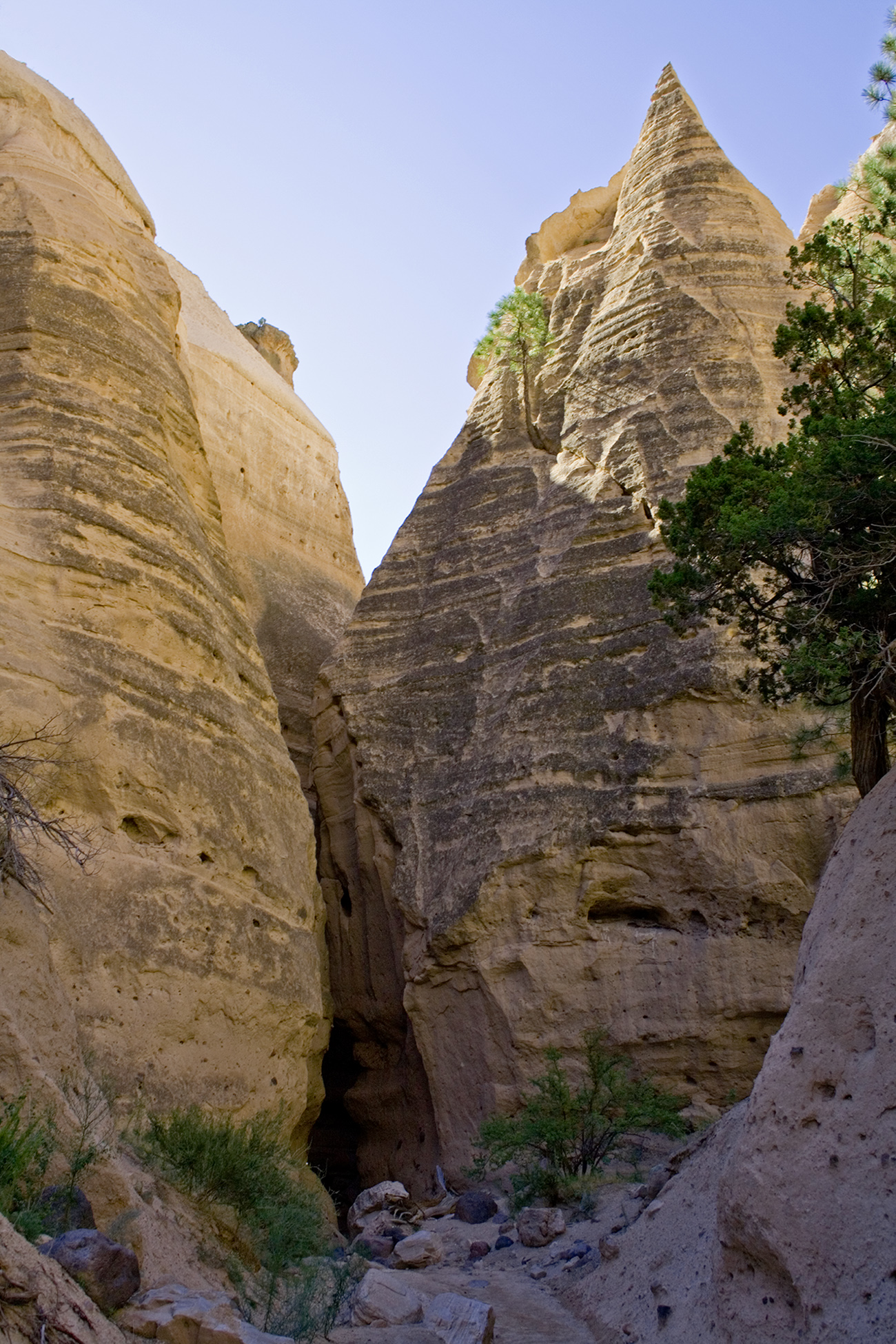
Der Weg durch das teilweise sehr schmale Tal